# NGC 4072
NGC 4072 في الفهرس العام الجديد، هي مجرة، تقع في كوكبة الهلبة. اكتشفت في 3 أبريل 1872 بواسطة رالف كوبلاند.

## روابط خارجية
- NGC 4072 على موقع ويكي سكاي: DSS2, SDSS, GALEX, IRAS, Hydrogen α, X-Ray, Astrophoto, Sky Map, Articles and images